# Lino Guanciale
Lino Guanciale (Avezzano, 21 de mayo de 1979) es un actor, modelo y actor de voz italiano.

## Filmografía parcial

### Películas
- To Rome with Love, de Woody Allen (2012)

### Televisión
- Non dirlo al mio capo - serie de televisión (2016-2018)
- Il commissario Ricciardi - serie de TV (2020)
- The Count of Monte Cristo (serie de 2024).

## Actor de voz
- Richard Madden en I Medici (voz italiana)
- Luthe in Show Dogs (voz italiana)
- Cuore di tenebra de Joseph Conrad, Ad alta voce, Rai Radio 3, 2018 (Audio book)
- Utz de Bruce Chatwin, Ad alta voce, Rai Radio 3, 2019 (Audio book)